# WWE SmackDown 1000
WWE SmackDown 1000 foi um especial de televisão que foi transmitido ao vivo em 16 de outubro de 2018, sendo exibido no EUA pela USA Network para celebrar o milésimo episódio de um dos shows da WWE, o SmackDown.

## Antes do evento
O WWE SmackDown começou com o show estreando em 29 de agosto de 1999, em Kansas City, Missouri. O programa foi originalmente transmitido nas noites de quinta-feira, mas mudou-se para sexta-feira em 9 de setembro de 2005, antes de retornar às quintas-feiras em 15 de janeiro de 2015. Em 19 de julho de 2016, foi movido para uma transmissão ao vivo nas noites de terça-feira.
Em agosto de 2018, WWE anunciou que o SmackDown realizaria seu 1000º episódio em 16 de outubro de 2018, no Capital One Arena, em Washington D.C. Ao longo de outubro, a WWE anunciou que os membros do Hall da Fama e lendas Edge, The Undertaker, Rey Mysterio e Evolution (Triple H, Ric Flair, Batista e Randy Orton) apareceriam no evento.

## Resultados
| Nº                                          | Resultados                                                                                            | Estipulações | Tempo |
| ------------------------------------------- | --- | --- | ----- |
| 1                                           | Akira Tozawa derrotou Drew Gulak por desqualificação                                                  | Luta individual Exibido no 205 Live via tape delay                                                                              | -     |
| 2                                           | Tony Nese derrotou Gran Metalik, TJP, Lio Rush e Cedric Alexander                                     | Luta fatal 5-way para determinar o desafiante número um ao Campeonato de Pesos-Médios da WWE Exibido no 205 Live via tape delay | -     |
| 3                                           | The Usos (Jimmy e Jey Uso) derrotou Daniel Bryan e AJ Styles                                          | Luta de duplas | 9:04  |
| 4                                           | The Miz derrotou Rusev (com Lana)                                                                     | Luta qualificatória para a Copa do Mundo da WWE                                                                                 | 0:42  |
| 5                                           | Cesaro e Sheamus (com Big Show) derrotaram The New Day (Big E e Xavier Woods) (com Kofi Kingston) (c) | Luta de duplas pelo Campeonato de Duplas do SmackDown                                                                           | 13:26 |
| 6                                           | Rey Mysterio derrotou Shinsuke Nakamura                                                               | Luta qualificatória para a Copa do Mundo da WWE                                                                                 | 10:07 |
| 7                                           | Country Dominance (Mickie James e Bobby Lashley) derrotou Team Pawz (Natalya e Bobby Roode)           | Luta de duplas mistas Exibido no Mixed Match Challenge                                                                          | -     |
| 8                                           | Awe-suka (Asuka e The Miz) derrotou Ravishing Rusev Day (Lana e Rusev)                                | Luta de duplas mistas | -     |
| (c) – Refere-se aos campeões antes da luta. | | |       |